# T.J Maxx
T.J Maxx es una cadena estadounidense de tiendas de ofertas. Su sede está en Framingham, Massachusetts. 
Actualmente venden:
- Ropa (pijamas, vestidos y camisetas, camisas, pantalones, etc.)
- Ropa interior (calzoncillos, calcetines, y sostenes)
- Accesorios (Gorras, collares, joyas y bolsas para mujer)
- Cosas de casa (muebles, accesorios de la casa, cosas para cocina, etc.)
- Cosas para bebé (juguetes para bebé, calzoncillos, trajes de baño, pantalones, camisas, camisetas, etc.)
- Niños (Juguetes, trajes de baño, calzoncillos, pantalones, camisas y camisetas)
- Gadgets (Audífonos, fundas para teléfonos, etc.)
- Equipaje (bolsas para mujer, maletas y mochilas)

- Datos: Q10860683
- Multimedia: T.J. Maxx / Q10860683